# 蔣基
蔣基（1743年—1798年），字亦堂，號肯庵，江蘇蘇州府長洲縣人，清朝政治人物。

## 家世
來自蘇州婁關蔣氏家族，為明末山東布政使司參議、兵備天津蔣燦裔孫。高祖蔣之逵（原名蔣鎬，字雲九，號佚圃，1636-1694，蔣燦孫）為太學生。曾祖蔣文源（字騫友，號坦菴，1658-1746）以廩貢候選訓導，因隨兄長蔣文瀾等助修江南水利有功，雍正六年（1728年）贈七品職。祖父蔣觀光（字子賓，號紫濱，1678-1705，蔣文源長子）為康熙四十一年（1702年）壬午科舉人，配康熙三十年（1691年）辛未科進士張嘉麟女，繼配康熙三十九年（1700年）庚辰科進士趙友夔女。父蔣應焻（原名蔣燾，字元揆，號敦人，1699-1754）為乾隆四年（1739年）己未科進士，配慕天顔孫女，側室徐氏及方氏。
蔣應焻有五子六女。長子蔣培（字升吉，號秋崖）為太學生，任長蘆鹽運使司通判，配康熙五十三年（1714年）甲午科舉人韓御李（韓菼子）孫女；次子蔣均（字方平，號綠筠）為太學生，配雍正八年（1730年）庚戌科進士沈慰祖女；三子蔣峚（字丹山，號凝齋），配淮安府徽商岑山渡程氏，金衢嚴道程鑾孫女、程春浩女；四子蔣墀（字步瀛，號石樵）為太學生，配徐氏。蔣基為蔣應焻第五子。蔣基長姐嫁戴懋；二姐嫁崑山徐乾學孫；三姐嫁彭啟豐子、乾隆二十二年（1757年）丁丑科進士彭紹觀；四姐嫁金廷遠；五姐嫁乾隆三十七年（1772年）壬辰科進士、四庫全書館職官朱鈐；六姐嫁汪師。

## 生平
蔣基14歲隨三兄蔣峚遷居淮安，受業於沈起元等。後回蘇州，隨三姐夫彭紹觀、邵一聯、從祖蔣重光等讀書。乾隆三十六年（1771年）赴京，乾隆三十九年（1774年）甲午科順天鄉試舉人，乾隆四十年（1775年）乙未科三甲第十八名進士。乾隆四十二年（1777年）受山東學政錢載邀請到署校閱課文，乾隆四十五年（1780年）受乙未科會試副考官、左都御史王提攜至浙江學政署閱課文。乾隆五十一年（1786年）授福建莆田縣知縣，同年調陝西永壽縣知縣，乾隆五十二年（1787年）到任，乾隆五十三年（1788年）起組織重修《永壽縣志》，乾隆五十四年（1789年）署盩厔縣知縣，乾隆五十六年（1791年）署醴泉縣知縣，乾隆五十七年（1792年）奉命修《普渡寺靈湫志》一卷，嘉慶元年（1796年）修成《呂公渠志》，並補修《永壽縣志餘》二卷，嘉慶二年（1797年）冬奉命接運四川軍餉而離任永壽縣知縣，嘉慶三年（1798年）冬去世。除纂修陝西地方志外，蔣基著有《樂安序傳》、《恭壽堂集》、《神宣游草》、《雲棧紀程》、《堅香詞》等，《全清詞》錄有其詞多首。

## 家庭
夫人為寧國府涇縣候選州同吳晸女，有二子三女。長子蔣士鉁，次子早逝。